# Acanthotoca graefi
Acanthotoca graefi är en fjärilsart som beskrevs av Barnes och Mcdunnough 1917. Acanthotoca graefi ingår i släktet Acanthotoca och familjen mätare. Inga underarter finns listade i Catalogue of Life.